# Bothrops otavioi
Bothrops otavioi là một loài rắn trong họ Rắn lục. Loài này được Barbo Grazziotin, Sazima, Martins & Sawaya mô tả khoa học đầu tiên năm 2012.